# Rittersdorf (Turíngia)
Rittersdorf é um município da Alemanha, situado no distrito de Weimarer Land, no estado da Turíngia. Tem 8,76 km² de área, e sua população em 2019 foi estimada em 273 habitantes.